# Brendan Gleeson
Brendan Gleeson (født 29. marts 1955) er en irsk skuespiller der bl.a. har spillet med i film som Braveheart, Gangs of New York og Troy. For sin rolle i filmen In Bruges blev Gleeson bl.a. nomineret til en BAFTA Award og en Golden Globe. Desuden vandt han i 2009 en Emmy Award for sin rolle i Into the Storm.

## Udvalgt filmografi
| År   | Titel                                         | Rolle                         | Noter                                  |
| ---- | --------------------------------------------- | ----------------------------- | -------------------------------------- |
| 1990 | The Field                                     | Quarryman                     |                                        |
| 1992 | The Bargain Shop                              | Jim Kennedy                   |                                        |
| 1992 | M.A.N.: Matrix Adjusted Normal                | Dr Abraham                    | Kortfilm                               |
| 1992 | Far and Away                                  | Social Club Policeman         |                                        |
| 1992 | Conneely's Choice                             | Josie Conneely                | Kortfilm                               |
| 1992 | Into the West                                 | Inspector Bolger              |                                        |
| 1995 | The Life of Reilly                            | Patient                       | Kortfilm                               |
| 1995 | Braveheart                                    | Hamish Campbell               |                                        |
| 1996 | Angela Mooney Dies Again                      | Barney Mooney                 |                                        |
| 1996 | Michael Collins                               | Liam Tobin                    |                                        |
| 1996 | Trojan Eddie                                  | Ginger                        |                                        |
| 1997 | Spaghetti Slow                                | Frank Ferguson                |                                        |
| 1997 | Turbulence                                    | Stubbs                        |                                        |
| 1997 | The Butcher Boy                               | Father Bubbles                |                                        |
| 1997 | A Further Gesture                             | Richard                       |                                        |
| 1997 | I Went Down                                   | Bunny Kelly                   |                                        |
| 1997 | Before I Sleep                                | John Harte                    | Kortfilm                               |
| 1998 | The General                                   | Martin Cahill                 |                                        |
| 1998 | The Tale of Sweety Barrett                    | Sweet Barrett                 |                                        |
| 1999 | This Is My Father                             | Garda Jim                     |                                        |
| 1999 | Lake Placid                                   | Sheriff Hank Keough           |                                        |
| 1999 | My Life So Far                                | Jim Menries                   |                                        |
| 2000 | Mission: Impossible 2                         | John C. McCloy                |                                        |
| 2000 | Harrison's Flowers                            | Marc Stevenson                |                                        |
| 2000 | Saltwater                                     | Simple Simon                  |                                        |
| 2000 | Wild About Harry                              | Harry McKee                   |                                        |
| 2001 | J.J. Biker                                    |                               |                                        |
| 2001 | Cáca Milis                                    | Pól                           | Kortfilm Irish-language; English: Cake |
| 2001 | The Tailor of Panama                          | Michelangelo "Mickie" Abraxas |                                        |
| 2001 | A.I. Artificial Intelligence                  | Lord Johnson-Johnson          |                                        |
| 2002 | 28 Days Later                                 | Frank                         |                                        |
| 2002 | Gangs of New York                             | Walter "Monk" McGinn          |                                        |
| 2002 | Dark Blue                                     | Jack Van Meter                |                                        |
| 2003 | Cold Mountain                                 | Stobrod Thewes                |                                        |
| 2004 | In My Country                                 | De Jager                      |                                        |
| 2004 | Troy                                          | Menelaos                      |                                        |
| 2004 | The Village                                   | August Nicholson              |                                        |
| 2004 | Six Shooter                                   | Donnelly                      | Kortfilm                               |
| 2005 | Kingdom of Heaven                             | Renaud de Châtillon           |                                        |
| 2005 | Breakfast on Pluto                            | John Joe Kenny                |                                        |
| 2005 | Harry Potter and the Goblet of Fire           | Alastor "Mad-Eye" Moody       |                                        |
| 2006 | Studs                                         | Walter Keegan                 |                                        |
| 2006 | The Tiger's Tail                              | Liam O'Leary                  |                                        |
| 2007 | Black Irish                                   | Desmond                       |                                        |
| 2007 | Harry Potter and the Order of the Phoenix     | Alastor "Mad-Eye" Moody       |                                        |
| 2007 | Beowulf                                       | Wiglaf                        | Motion capture                         |
| 2008 | In Bruges                                     | Ken                           |                                        |
| 2009 | The Secret of Kells                           | Abbot Cellach                 | Stemme                                 |
| 2009 | Perrier's Bounty                              | Darren Perrier                |                                        |
| 2010 | Green Zone                                    | Martin Brown                  |                                        |
| 2010 | Harry Potter and the Deathly Hallows – Part 1 | Alastor "Mad-Eye" Moody       |                                        |
| 2010 | Noreen                                        | Con Keogh                     | Kortfilm                               |
| 2011 | The Guard                                     | Sergeant Gerry Boyle          |                                        |
| 2011 | Albert Nobbs                                  | Dr Holloran                   |                                        |
| 2011 | The Cup                                       | Dermot Weld                   |                                        |
| 2012 | Safe House                                    | David Barlow                  |                                        |
| 2012 | The Raven                                     | Captain Charles Hamilton      |                                        |
| 2012 | The Pirates! In an Adventure with Scientists! | Pirate with Gout              | Stemme                                 |
| 2012 | The Company You Keep                          | Henry Osborne                 |                                        |
| 2013 | The Smurfs 2                                  | Victor Doyle                  |                                        |
| 2013 | The Grand Seduction                           | Murray French                 |                                        |
| 2014 | Calvary                                       | Fader James Lavelle           |                                        |
| 2014 | Edge of Tomorrow                              | General Brigham               |                                        |
| 2014 | Song of the Sea                               | Conor / Mac Lir               | Stemme; engelsk og irsk version        |
| 2014 | Stonehearst Asylum                            | The Alienist                  |                                        |
| 2015 | Suffragette                                   | Arthur Steed                  |                                        |
| 2015 | In the Heart of the Sea                       | Old Thomas Nickerson          |                                        |
| 2015 | Pursuit                                       | Searbhán                      |                                        |
| 2016 | Alone in Berlin                               | Otto Quangel                  |                                        |
| 2016 | Trespass Against Us                           | Colby                         |                                        |
| 2016 | Atlantic                                      | Forfatter                     | Stemme; dokumentar                     |
| 2016 | Live by Night                                 | Thomas Coughlin               |                                        |
| 2016 | Assassin's Creed                              | Joseph Lynch                  |                                        |
| 2017 | Hampstead                                     | Donald Horner                 |                                        |
| 2017 | Paddington 2                                  | Knuckles McGinty              | [ 1 ]                                  |
| 2018 | Captain Morten and the Spider Queen           | Far                           | Stemme                                 |
| 2018 | Psychic                                       | Jeremiah                      | Kortfilm; also director                |
| 2018 | The Ballad of Buster Scruggs                  | Irishman (Clarence)           | Segment: "The Mortal Remains"          |
| 2019 | Frankie                                       | Jimmy                         |                                        |
| 2019 | Ghost in the Graveyard                        | Student / Extra               |                                        |
| 2021 | Riverdance: The Animated Adventure            | The Huntsman                  | Stemme                                 |
| 2021 | The Tragedy of Macbeth                        | Kong Duncan                   |                                        |
| 2022 | The Banshees of Inisherin                     | Colm Doherty                  |                                        |
| 2023 | A Greyhound of a Girl                         | Paddy                         | Stemme                                 |
| 2024 | Joker: Folie à Deux                           | Jackie Sullivan               |                                        |